# 国防軍司令部 (デンマーク軍)
国防軍司令部（デ：Forsvarskommandoen,FKO 英：Defence Command）は、デンマーク軍における作戦指揮機構。
デンマーク軍作戦指揮機構としては最上位のものであり、デンマーク国防軍司令官の統括の元に司令官および三軍の参謀(Forsvarsstaben)で構成され、国防大臣の直接指揮を受ける。平時においては陸海空三軍の、有事においては郷土防衛隊も含めた四軍の作戦指揮をつかさどる。郷土防衛隊および国防情報庁(Forsvarets Efterretningstjeneste)は、平時には国防大臣の指揮下にあり、国防軍司令部と同格となっており、有事に入ってから指揮権が移譲されるようになっている。
国防軍司令部は1969年に設置が決定され、1970年から実働している。

## 主要指揮下編成
- 国防参謀部(Forsvarsstaben,FST)
- 陸軍司令部(Hærkommandoen,HOK)
- 海軍司令部(Søværnskommandoen,SVK)
- 航空司令部(Flyverkommandoen,FLK)
- 特殊作戦司令部(Specialoperationskommandoen,SOKOM)
- 北極司令部(Arktisk Kommando,AKO)：グリーンランド司令部(Grønlands Kommando,GLK)とフェロー諸島司令部(Færøernes Kommando,FRK)を統合